# La Ville-Dieu-du-Temple
La Ville-Dieu-du-Temple is een gemeente in het Franse departement Tarn-et-Garonne (regio Occitanie) en telt 1744 inwoners (1999). De plaats maakt deel uit van het arrondissement Montauban.

## Geografie
De oppervlakte van La Ville-Dieu-du-Temple bedraagt 26,3 km², de bevolkingsdichtheid is 66,3 inwoners per km².

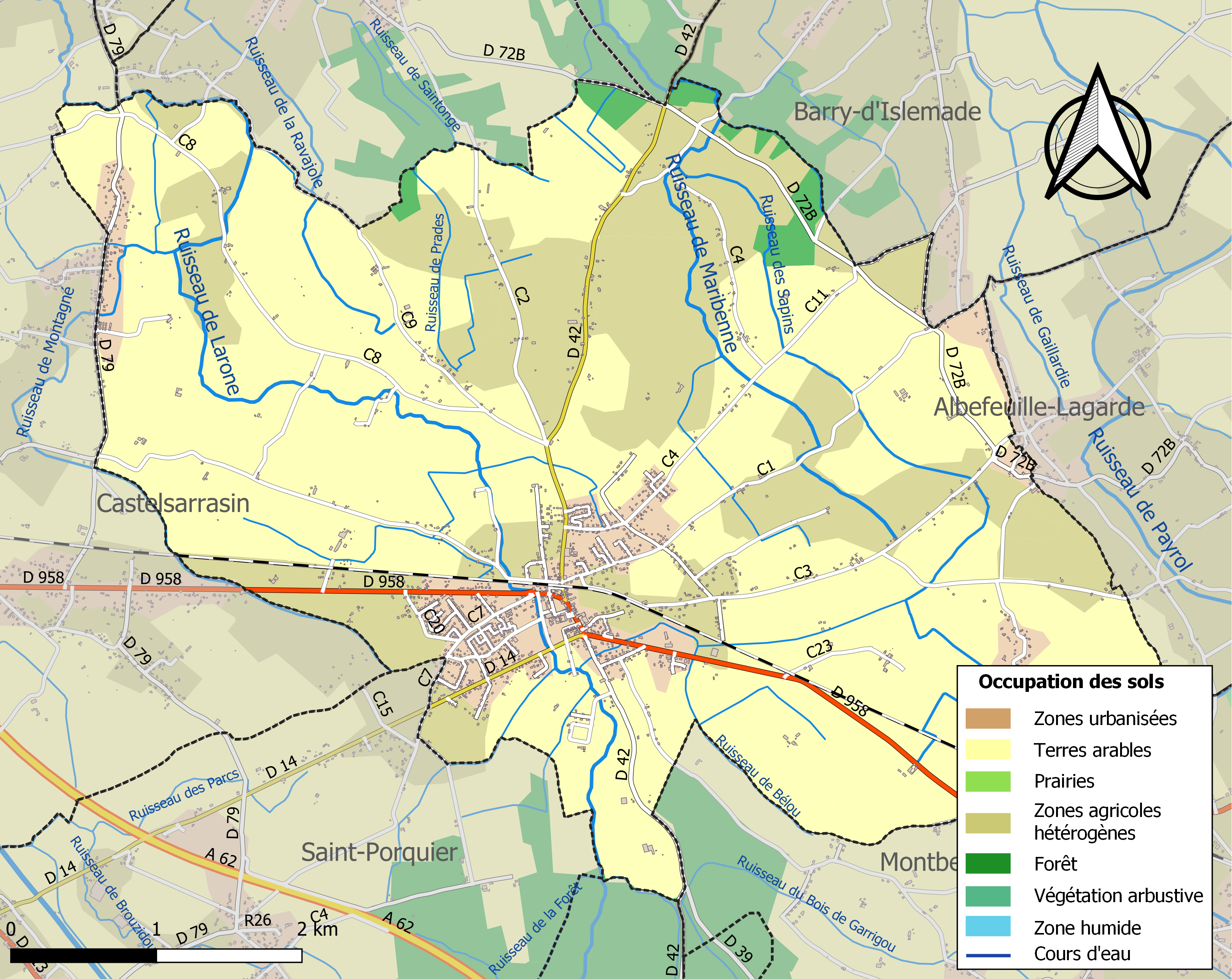
Kaart van de gemeente met de belangrijkste infrastructuur, bodemgebruik en omliggende gemeenten

## Verkeer en vervoer
In de gemeente ligt spoorwegstation La Ville-Dieu.

## Demografie
Onderstaande figuur toont het verloop van het inwonertal (bron: INSEE-tellingen).

1. ↑  Populations de référence 2022.